# Lijst van Alarmschijven in 1999
Deze hits waren in 1999 Alarmschijf op Radio 538:
| Nr.  | Datum        | Artiest                        | Titel                                  | Hoogste positie in Top 40 |
| ---- | ------------ | ------------------------------ | -------------------------------------- | ------------------------- |
| -    | 2 januari    | geen Alarmschijf               | geen Alarmschijf                       | geen Alarmschijf          |
| 1499 | 9 januari    | Prince                         | 1999                                   | 16                        |
| 1500 | 16 januari   | A+                             | Enjoy Yourself                         | 3                         |
| 1501 | 23 januari   | Tarkan                         | Şimarik                                | 3                         |
| 1502 | 30 januari   | Britney Spears                 | ...Baby One More Time                  | 1 (4wk)                   |
| 1503 | 6 februari   | 2Pac                           | Changes                                | 1 (3wk)                   |
| 1504 | 13 februari  | Roxette                        | Wish I Could Fly                       | 24                        |
| 1505 | 20 februari  | New Radicals                   | You Get What You Give                  | 19                        |
| 1506 | 27 februari  | Ginuwine                       | Same Ol' G / What's So Different?      | 8                         |
| 1507 | 6 maart      | Liquido                        | Narcotic                               | 4                         |
| 1508 | 13 maart     | George Michael & Mary J. Blige | As                                     | 7                         |
| 1509 | 20 maart     | Vengaboys                      | We're Going to Ibiza!                  | 1 (3wk)                   |
| 1510 | 27 maart     | DJ Jurgen & Alice Deejay       | Better Off Alone                       | 9                         |
| 1511 | 3 april      | TQ                             | Bye Bye Baby                           | 6                         |
| 1512 | 10 april     | Poco Loco Gang                 | Poco Loco                              | 6                         |
| 1513 | 17 april     | *NSYNC                         | Thinking Of You (I Drive Myself Crazy) | 12                        |
| 1514 | 24 april     | René Froger                    | Crazy Way About You                    | 13                        |
| 1515 | 1 mei        | Fabienne                       | Will You Still Love Me                 | 15                        |
| 1516 | 8 mei        | Toy-Box                        | Best Friend                            | 1 (4wk)                   |
| 1517 | 15 mei       | Ricky Martin                   | Livin' la Vida Loca                    | 9                         |
| 1518 | 22 mei       | Goo Goo Dolls                  | Iris                                   | 8                         |
| 1519 | 29 mei       | Shania Twain                   | That don't impress me much             | 2                         |
| 1520 | 5 juni       | Jamiroquai                     | Canned Heat                            | 29                        |
| 1521 | 12 juni      | Britney Spears                 | Sometimes                              | 1 (2wk)                   |
| 1522 | 19 juni      | Madonna                        | Beautiful Stranger                     | 6                         |
| 1523 | 26 juni      | Lou Bega                       | Mambo No. 5 (A Little Bit Of...)       | 1 (4wk)                   |
| 1524 | 3 juli       | Jennifer Lopez                 | If You Had My Love                     | 1 (1wk)                   |
| 1525 | 10 juli      | Ann Lee                        | 2 Times                                | 4                         |
| 1526 | 17 juli      | Destiny's Child                | Bills, Bills, Bills                    | 8                         |
| 1527 | 24 juli      | Five                           | If Ya Gettin' Down                     | 6                         |
| 1528 | 31 juli      | Jordan Knight                  | Give It to You                         | 20                        |
| 1529 | 7 augustus   | Basement Jaxx                  | Rendez Vu                              | 24                        |
| 1530 | 14 augustus  | TLC                            | Unpretty                               | 6                         |
| 1531 | 21 augustus  | Miranda                        | Vamous a la playa                      | 7                         |
| 1532 | 28 augustus  | Christina Aguilera             | Genie in a Bottle                      | 2                         |
| 1533 | 4 september  | Zebda                          | Tomber la chemise                      | 18                        |
| 1534 | 11 september | Passion Fruit                  | The Rigga-Ding-Dong-Song               | 15                        |
| 1535 | 18 september | Britney Spears                 | (You Drive Me) Crazy                   | 2                         |
| 1536 | 25 september | Backstreet Boys                | Larger than Life                       | 5                         |
| 1537 | 2 oktober    | Anouk                          | R U kiddin' me                         | 2                         |
| 1538 | 9 oktober    | Volumia!                       | Blijf bij mij                          | 14                        |
| 1539 | 16 oktober   | Destiny's Child                | Bug a Boo                              | 4                         |
| 1540 | 23 oktober   | Five                           | Keep On Movin'                         | 3                         |
| 1541 | 30 oktober   | Jennifer Lopez                 | Waiting for Tonight                    | 5                         |
| 1542 | 6 november   | Vengaboys                      | Kiss (When the Sun Don't Shine)        | 2                         |
| 1543 | 13 november  | Will Smith                     | Will 2K                                | 8                         |
| 1544 | 20 november  | Marco Borsato                  | Binnen                                 | 1 (3wk)                   |
| 1545 | 27 november  | Lauryn Hill & Bob Marley       | Turn Your Lights Down Low              | 5                         |
| 1546 | 4 december   | Britney Spears                 | Born to Make You Happy                 | 4                         |
| 1547 | 11 december  | Whitney Houston                | I Learned from the Best                | 20                        |
| 1548 | 18 december  | Christina Aguilera             | What a Girl Wants                      | 9                         |
| 1549 | 25 december  | Postmen & Def Rhymz            | De bom                                 | 3                         |

1969 ·
1970 ·
1971 ·
1972 ·
1973 ·
1974 ·
1975 ·
1976 ·
1977 ·
1978 ·
1979 ·
1980 ·
1981 ·
1982 ·
1983 ·
1984 ·
1985 ·
1986 ·
1987 ·
1988 ·
1989 · 
1990 · 
1991 · 
1992 · 
1993 · 
1994 · 
1995 · 
1996 · 
1997 · 
1998 · 
1999 · 
2000 · 
2001 · 
2002 · 
2003 · 
2004 · 
2005 · 
2006 · 
2007 · 
2008 · 
2009 ·
2010 ·
2011 ·
2012 ·
2013 ·
2014 ·
2015 ·
2016 ·
2017 ·
2018 ·
2019 ·
2020 ·
2021 ·
2022 ·
2023 ·
2024 ·
2025